# Dalila-Lilly Topic
Dalila-Lilly Topic (* 13. November 1997) ist eine schwedische Volleyballspielerin.

## Karriere
Topic spielte in ihrer Heimat zunächst bei RIG Falköping, Lunds VK und Lindesberg VBK. Von 2018 bis 2021 war sie bei Hylte/Halmstad VBK aktiv und gewann hier 2021 das Double aus schwedischer Meisterschaft und Pokalsieg. Die Mittelblockerin spielte 2014 auch in der schwedischen Juniorinnen-Nationalmannschaft und seit 2017 in der schwedischen A-Nationalmannschaft. 2021/22 war Topic beim deutschen Bundesligisten 1. VC Wiesbaden aktiv. Für die Saison 2022/23 wurde sie zunächst vom Ligakonkurrenten USC Münster verpflichtet, konnte allerdings wegen einer seltenen Autoimmunerkrankung kein Spiel absolvieren und musste ihre Karriere pausieren.